# Scandichrestus tenuis
Scandichrestus tenuis là một loài nhện trong họ Linyphiidae.
Loài này thuộc chi Scandichrestus. Scandichrestus tenuis được Herman Theodor Holm miêu tả năm 1943.